# 以色列國會
議會（希伯來語發音：[haˈkneset]，意為「聚集」或「集會」，羅馬化：al-K(e)neset），音译克奈塞特，是以色列的一院制立法机关，設有120席，位於以色列法定首都耶路撒冷。
作為以色列的立法機構，議會的職權包括通過法律、選舉總統及總理（儀式上總理由總統任命）、同意內閣成員任命案，以及監督政府施政。此外，議會亦選舉國家審計長。它亦有權剝奪議員的刑事豁免權、罷黜總統和審計長、透過建設性不信任投票解散政府及罷黜總理，而在解散政府的同時也必須解散议会重新選舉。以色列總理也可以解散議會，但在選舉結束前，議員仍享有他們現有的權力。

## 职权
以色列议会的職權包括以下各項：
1. 通過各式法律

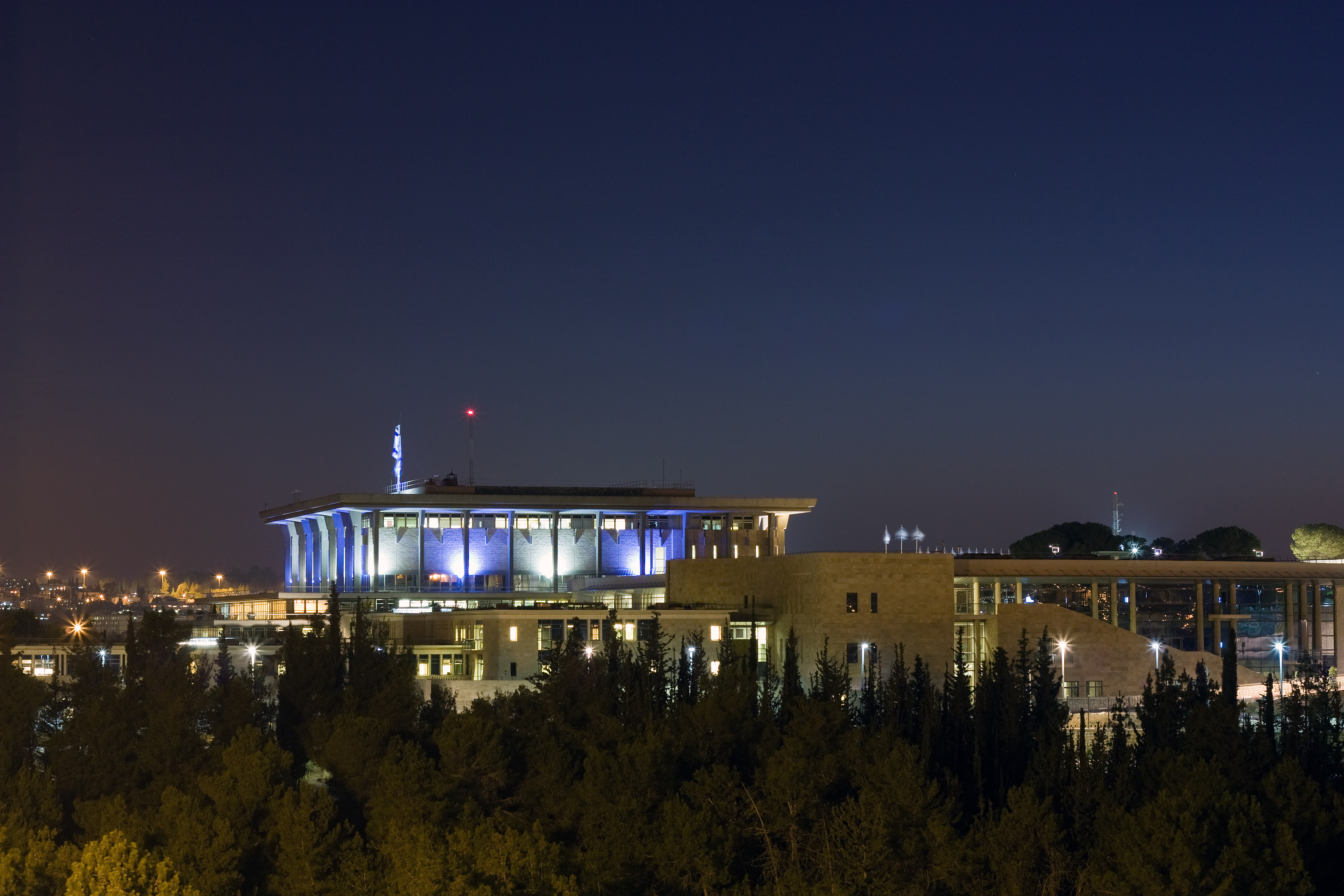
以色列议会夜景，外牆投射着象徵以色列的藍色和白色。

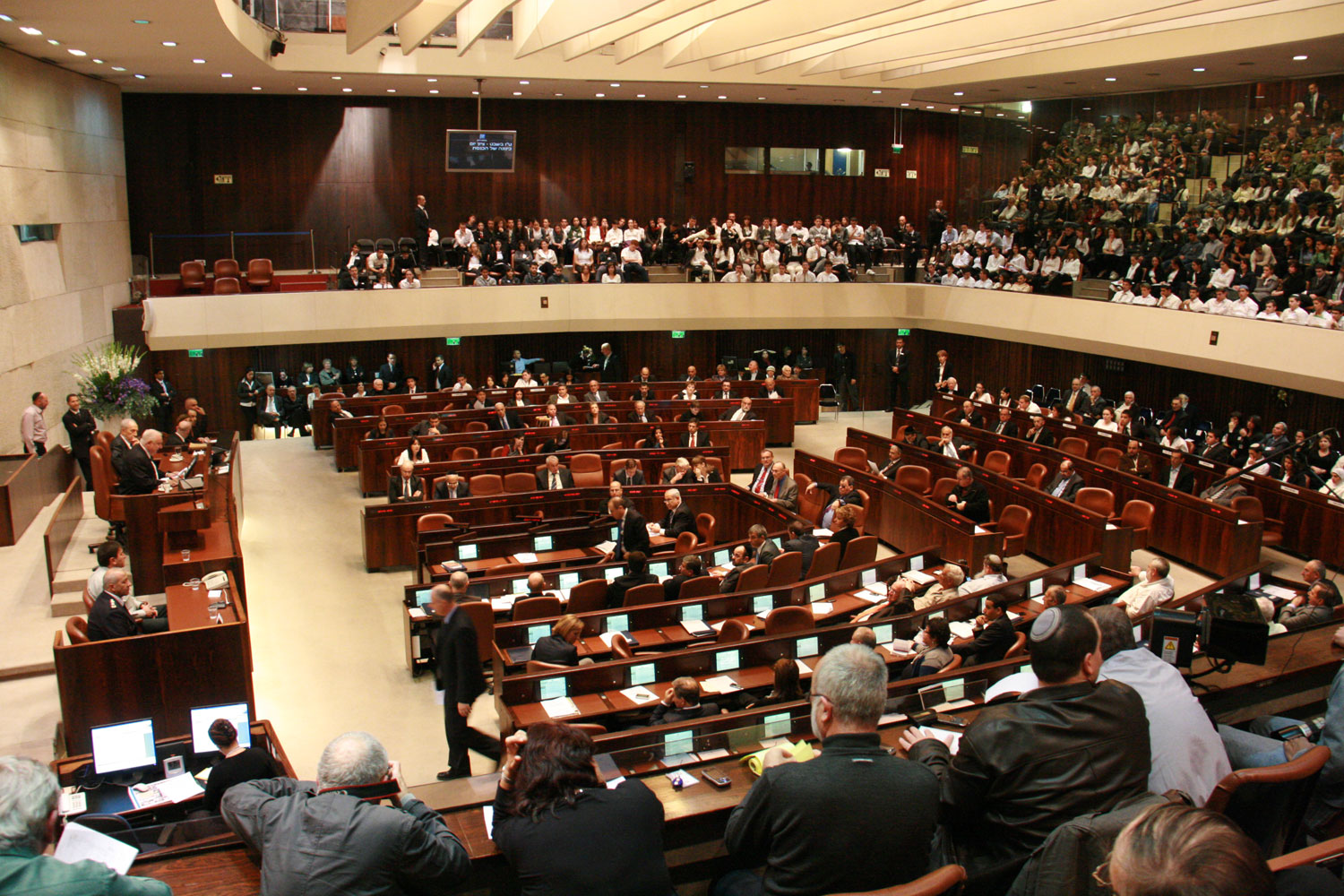
以色列议会議場，慶祝以色列議會61年。

2. 選舉總統、总理（即使在儀式上總理由總統任命）和國家審計長（英语：State Comptroller of Israel）
3. 同意內閣成員任命案（英语：Cabinet of Israel）
4. 監督政府施政
5. 剝奪議員或豁免權
6. 罷黜總統和審計長
7. 透過建設性不信任投票解散政府及罷黜總理，同時必須解散國會，重新選舉。

议会擁有法理上的議會至上權，只要大多數的議員同意，即使是違背基本法的法條都可能可以通過，除非基本法有特殊限制。為了符合1950年通過的一項方案，以色列议会曾扮演制宪议会的角色。
在一份正式憲法仍未頒布前，以及未有基本法以授予司法機構進行司法覆核時，以色列最高法院在近年亦使用其權威，作為高等法院以撤銷议会與基本法不相稱的法例。议会由議長及副議長主持。

## 選舉
國會的120個議席由直選產生，任期4年，不過有時因為提早舉行下一屆選舉而縮短。年滿18歲的以色列公民有資格在選舉中投票。
選舉採用名單比例代表制，全國劃為單一選區，各黨所得議席數目以漢狄法分配。政黨或選舉聯盟必需取得不少於總投票數3.25%（2014年修例後）的選舉門檻票數方可取得議席。各黨的參選人名單是封閉式名單，選民只可投票給某一政黨，而不能指定該票屬於該黨名單內的某一人。
從1949年至1992年，選舉門檻定為1%，1992年至2003年定為1.5%，其後為2%，2014年3月修例改為3.25%，於2015年以色列國會選舉生效。由於門檻低，一屆國會往往會有10個以上的黨派存在，而單一政黨獨自執政的情形不常見，至今為止也未有任何一黨可以在某一屆選舉中贏得過半數議席（61席）。「聯盟」（今以色列工黨前身）在1969年選舉取得56席是最接近半數的一次，「聯盟」在選舉後通過政黨合併而一度在國會擁有63席的過半數，成為單一的執政黨。自此，以色列每屆政府都是由至少四個政黨組成聯合政府。
選舉過後，新一屆國會內各政黨的領導人與總統會面，由總統任命最有可能在國會取得過半數支持的政黨領導人籌組新政府，新總理需要通過國會信任投票方可就職。

## 運作
過往有多次不信任动议在國會內提出，但是只有一屆政府（伊扎克·沙米尔政府，1990年3月15日）在不信任投票中落敗，該屆政府雖然在不信任投票中落敗，但在工黨組閣失敗後，沙米尔迅即與其他極右派政黨組成聯合政府。
另有幾屆政府雖然未有在不信任投票落敗，但仍然辭職。

## 歷史

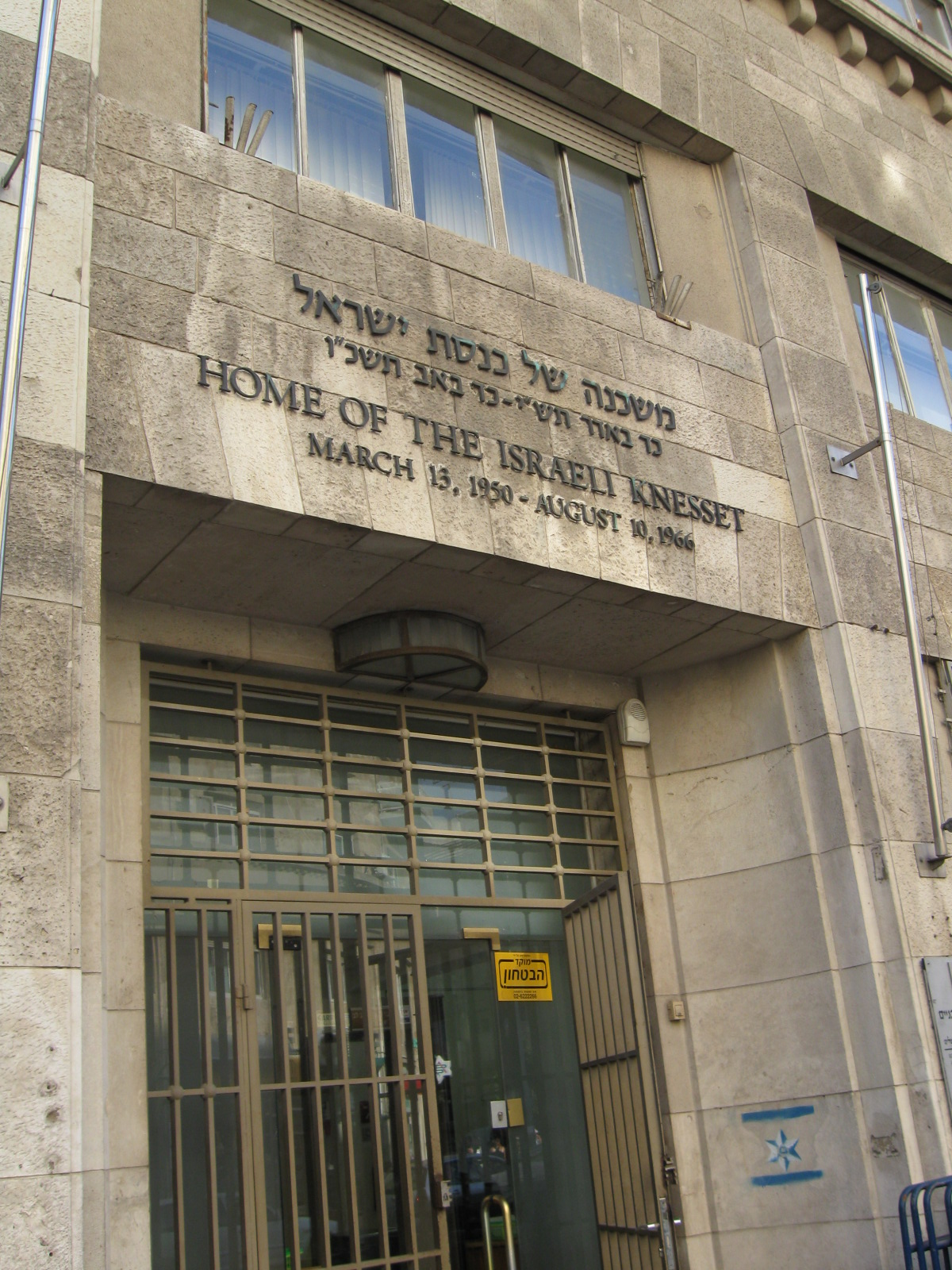
1950至1966年的舊國會大廈。

在1949年1月20日的國會選舉後，第一次的國會會議在1949年2月14日舉行。

### 位址和建造史
以色列議會大廈位於以色列國會位於耶路撒冷的吉瓦特拉姆，由詹姆士·羅斯柴爾德斥資建造，並將它作為禮物送給了以色列政府。

### 大會
每屆國會以第幾次選舉識別。1949年首次選舉選出的國會稱為「第1屆國會」，而2015年選出的一屆是第20屆。2018年12月，因无法在征兵法修订案上达成一致，以色列总理内塔尼亚胡决定解散议会，提前在2019年4月进行选举。
- 第1屆（1949年－1951年）
- 第2屆（1951年－1955年）
- 第3屆（1955年－1959年）
- 第4屆（1959年－1961年）
- 第5屆（1961年－1965年）
- 第6屆（1965年－1969年）
- 第7屆（1969年－1973年）
- 第8屆（1973年－1977年）
- 第9屆（1977年－1981年）
- 第10屆（1981年－1984年）
- 第11屆（1984年－1988年）
- 第12屆（1988年－1992年）
- 第13屆（1992年－1996年）
- 第14屆（1996年－1999年）
- 第15屆（1999年－2003年）
- 第16屆（2003年－2006年）
- 第17屆（2006年－2009年）
- 第18屆（2009年－2013年）
- 第19屆（2013年－2015年）
- 第20屆（2015年－2019年）
- 第21屆（2019年）
- 第22屆（2019年－2020年）
- 第23屆（2020年－2021年）
- 第24屆（2021年－2022年）
- 第25屆（2022年－）

## 旅遊
國會在星期四和星期日舉辦早上導覽團，以希伯來語、英語、法語、西班牙語、阿拉伯語、德語和俄語講解。星期一、二、三的早上可觀看即場的會議。

## 維安

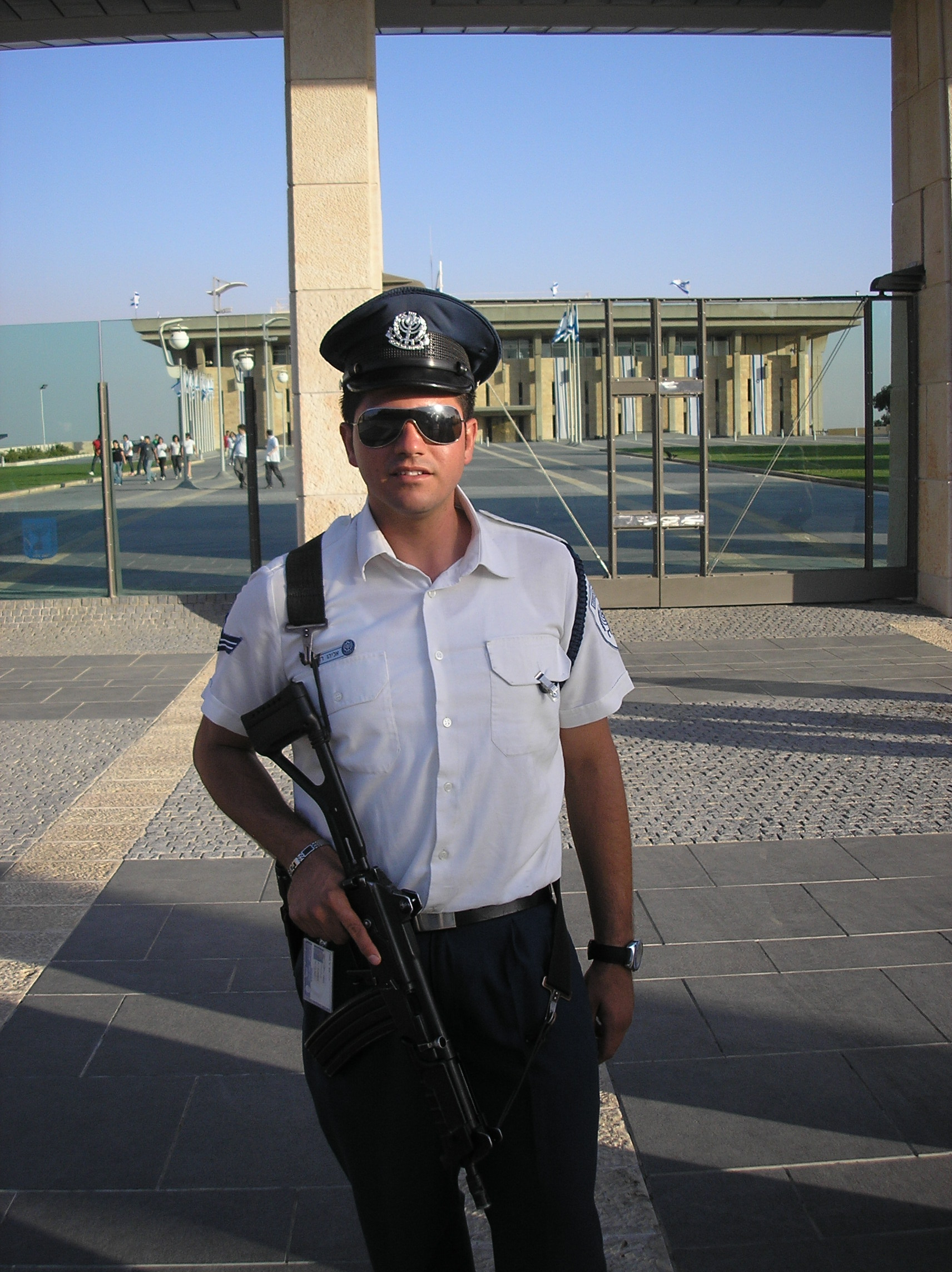
一名國會警衛